# Belver de los Montes
Belver de los Montes ist ein nordwestspanischer Ort und eine Gemeinde (municipio) mit 253 Einwohnern (Stand: 2024) im Osten der Provinz Zamora der Autonomen Gemeinschaft Kastilien-León.

## Lage
Der Ort Belver de los Montes liegt am Río Sequillo in der Comarca Tierra de Campos in der kastilischen Hochebene in einer Höhe von etwa 695 m. Die Provinzhauptstadt Zamora befindet sich gut 40 km (Fahrtstrecke) südwestlich; die historisch bedeutsame Kleinstadt Villalpando ist nur knapp 11 km in nördlicher Richtung entfernt. Das Klima im Winter ist durchaus kalt, im Sommer dagegen warm bis heiß; die spärlichen Regenfälle (ca. 380 mm/Jahr) fallen verteilt übers ganze Jahr.

## Bevölkerungsentwicklung
| Jahr      | 1857  | 1900  | 1950  | 2000 | 2020 |
| Einwohner | 1.047 | 1.311 | 1.387 | 473  | 265  |

Der deutliche Bevölkerungsrückgang in der zweiten Hälfte des 20. und zu Beginn des 21. Jahrhunderts ist im Wesentlichen auf die Mechanisierung der Landwirtschaft, die Aufgabe bäuerlicher Kleinbetriebe („Höfesterben“) und den damit einhergehenden Verlust von Arbeitsplätzen zurückzuführen.

## Wirtschaft
Die auf den fruchtbaren Lehm- und Lössböden der Tierra de Campos betriebene Feldwirtschaft und die Haltung von Kleinvieh (v. a. Hühner) bildeten jahrhundertelang die Lebensgrundlage der als Selbstversorger lebenden Bevölkerung der Region; Ochsen und Esel wurden als Zug- und Tragtiere gehalten. Seit dem Mittelalter entwickelten sich auch Handwerk, Kleinhandel und Dienstleistungsbetriebe aller Art, die jedoch inzwischen zumeist wieder verschwunden sind.

## Geschichte
In vorrömischer Zeit gehörte die Region zum Siedlungsgebiet des keltischen Volksstamms der Vaccäer; später kamen Römer und Westgoten und im 8. Jahrhundert wurde das Gebiet von den Mauren überrannt – alle vier Kulturen haben jedoch in dem ehemals möglicherweise bewaldeten Gebiet nur wenige archäologisch verwertbare Spuren hinterlassen. Bereits im 9. Jahrhundert eroberten asturisch-leonesische Heere die Gebiete nördlich des Duero zurück (reconquista). Ende des 10. Jahrhunderts machte der maurische Heerführer Almansor die christlichen Erfolge vorübergehend wieder zunichte, aber im 11. Jahrhundert dehnte das Königreich León sein Herrschaftsgebiet erneut bis zur Duero-Grenze aus und betrieb eine Politik der Wiederbevölkerung (repoblación). Nach vorangegangenen Versuchen vereinigte sich León im Jahr 1230 endgültig mit dem Königreich Kastilien, doch kam es auch in der Folgezeit immer wieder zu Auseinandersetzungen. Seine Blütezeit erlebte der Ort im ausgehenden Mittelalter und in der frühen Neuzeit.

## Sehenswürdigkeiten

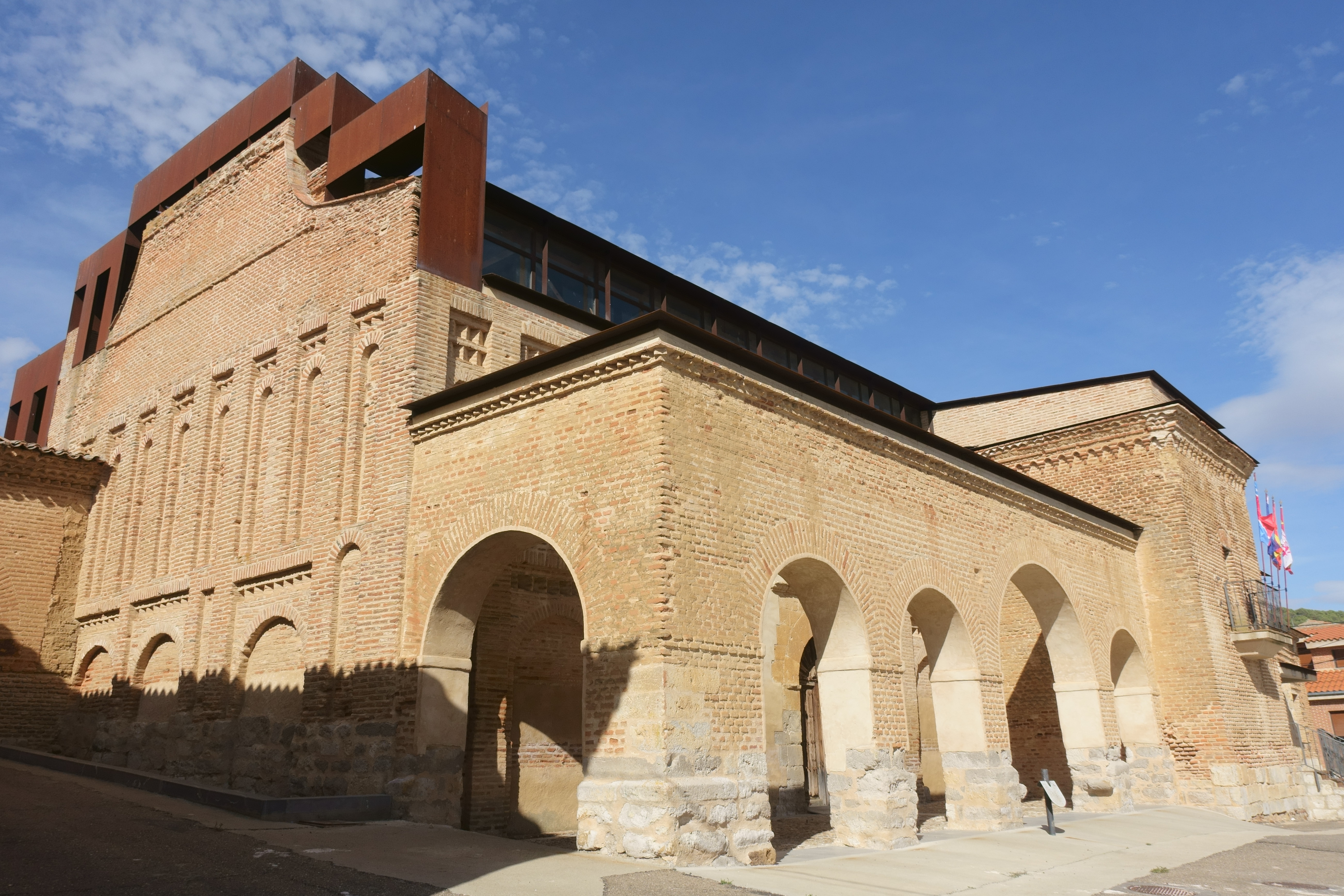
Belver de los Montes – ehemalige Klosterkirche San Salvador mit Rathaus (Casa Consistorial)

- Von der auf einem Hügel liegenden mittelalterlichen Burg (castillo) existieren nur noch wenige Mauerreste.
- Die in Mudéjartradition mit Ausnahme der Fundamente zur Gänze aus Ziegelsteinen erbaute Pfarrkirche (Iglesia de Santa María) entstammt dem 13. Jahrhundert; der Apsisbereich wurde jedoch Ende des 15. Jahrhunderts umgebaut und auch der Glockengiebel dürfte jüngeren Datums sein. Der im 16. Jahrhundert geschaffene Hauptaltar enthält 19 Tafelbilder mit Szenen aus dem Marienleben.
- Die mit Ausnahme von Teilen der Apsis und der Sockelzone nahezu vollständig aus Ziegelsteinen erbaute ehemalige Klosterkirche San Salvador befand sich mehrere Jahrzehnte lang in einem schlechten baulichen Zustand. Nach einem grundlegenden Umbau (Baukosten ca. 600.000 €) beherbergt sie seit dem Jahr 2009 das örtliche Rathaus (casa consistorial) und eine medizinische Beratungsstelle (consultorio médico).
- Ein kleines volkskundliches Museum (museo etnográfico) mit Exponaten aus der Zeit um 1900 ist in einem Nebengebäude untergebracht.